# Extreem toerisme
Extreem toerisme is een vorm van toerisme waarbij mensen naar gevaarlijke plaatsen (bergen, oerwouden, woestijnen) reizen of deelnemen aan gevaarlijke evenementen. Extreem toerisme heeft hetzelfde doel als extreme sporten: een adrenalinestoot krijgen door de risico's die aan bepaalde gebeurtenissen verbonden zijn.
Extreem toerisme kent een enorme groei in de landen van de voormalige Sovjet-Unie (Rusland, Oekraïne, Armenië) en in Zuid-Amerikaanse landen als Peru, Chili en Argentinië. Het ruwe landschap in Noord-Pakistan is ook een geliefde locatie voor extreem toerisme geworden. Voorbeelden van extreem toerisme zijn het reizen door de spookstad Tsjernobyl en ijsduiken in de Witte Zee.

## Zie ook

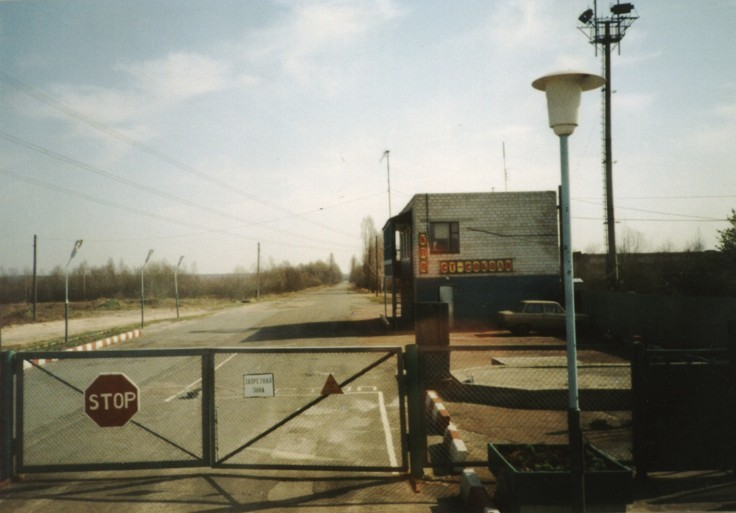
Ingang tot de gevarenzone in Tsjernobyl